# Thorkild Holmquist-Olsen
Thorkild Holmquist-Olsen (født 9. november 1905 – april 1979) var en dansk atlet medlem i Københavns IF.

## Danske mesterskaber
- Sølv 1929 200 meter 23.2
- Bronze 1928 100 meter 11.3

## Personlige rekord
- 100 meter: 11,2 (1929)
- 200 meter: 23,3 (1929)
- Højdespring: 1,70 10. Juli 1924